# Moorhead (Iowa)
Moorhead – miasto w Stanach Zjednoczonych, w stanie Iowa, w hrabstwie Monona. Zgodnie ze spisem statystycznym z 2000 roku, miasto liczyło 232 mieszkańców.